# Durabilité
Cet article concerne l'objectif à long terme d'un état durable et soutenable du monde. Pour les moyens concrets d'aboutir à cet objectif, voir Développement durable. Pour les autres significations, voir Durabilité (homonymie).
La durabilité ou soutenabilité est une configuration de la société humaine qui lui permet d'assurer sa pérennité. Une telle organisation humaine repose sur le maintien d'un environnement vivable, permettant le développement économique et social à l'échelle planétaire et, selon les points de vue, sur une organisation sociale équitable. La période de transition vers la durabilité peut se faire par le développement durable, en particulier à travers la transition énergétique et la transition écologique.
L'UNESCO distingue ainsi la durabilité du développement durable : « la durabilité est souvent conçue comme un but à long terme, celui d'un monde durable, tandis que le développement durable est l'un des processus pour l'atteindre ».

## Étymologie
La durabilité est la qualité d'un bien qui dure. Dans le domaine de la sûreté de fonctionnement, c'est l'aptitude d'un bien à accomplir une fonction jusqu'à ce qu'un état limite soit atteint, ce qu'on appelle couramment la solidité d'un objet ou d'un équipement, par opposition à l'obsolescence.
Appliqués à l'environnement naturel, les termes de « durabilité » et de « développement durable », qui prennent le sens de pérennité des ressources, se sont imposés dans les années 1990.
Le verbe « soutenir » (qui correspond au verbe anglais to sustain) existait en revanche en vieux français dans ce même sens. La première formulation du concept date en effet de 1346, dans l'ordonnance de Brunoy édictée par le roi de France Philippe VI de Valois pour préserver les ressources forestières,. En allemand, le terme nachhaltig, que l'on traduit actuellement en français par « durable », a été utilisé dans ce contexte pour la première fois en 1713 par Hans Carl von Carlowitz dans Sylvicultura oeconomica, oder haußwirthliche Nachricht und Naturmäßige Anweisung zur wilden Baum-Zucht, premier traité allemand complet sur l'économie forestière.

## Origine du problème

### Équilibre environnemental
Les questions environnementales et d'accès aux ressources naturelles constituent depuis les années 1970, du fait des chocs pétroliers et de la pollution, une préoccupation croissante des sociétés occidentales.
On observe en effet que, selon les études d'experts en écologie, l'empreinte écologique de l'humanité dépasse depuis le milieu des années 1970 la capacité de la Terre à régénérer de nouvelles ressources naturelles et à absorber les déchets de toutes sortes de l'activité économique. Le phénomène de changement climatique n'est que l'un des aspects de ce problème, dont l'origine est une plus grande concentration de gaz à effet de serre d'origine anthropiques dans l'atmosphère.
Les ressources halieutiques et l'énergie sont les deux domaines où l'épuisement des ressources est le plus à craindre.
C'est donc surtout le problème environnemental qui apparaît aujourd'hui au grand jour dans les sociétés occidentales contemporaines.

### Équité sociale
Dans les pays développés, on s'est rendu compte dans la deuxième moitié du XIXe siècle, lors de la révolution industrielle, de la nécessité de veiller au respect des intérêts des travailleurs dans les entreprises, avec les syndicats de salariés, le droit de grève, etc. D'où des expressions communément employées comme « économique et social », « capital / travail », qui ont fortement marqué les esprits et les institutions.
Les inégalités de revenu dans le monde sur les aspects sociaux existent cependant :
- un déséquilibre entre les pays développés et les pays en développement, en particulier les pays les moins avancés, notamment des inégalités très fortes d'accès aux besoins fondamentaux : la connaissance (éducation), l'alimentation et la santé (nourriture, médicaments) ; d'où l'apparition de mouvements altermondialistes, de revendication de la souveraineté alimentaire, d'ONG sur les droits de l'homme, etc. ;
- à l'intérieur des pays développés subsistent aussi des inégalités très fortes.

## Recherche de modèles économiques durables

### Durabilité faible/forte
Devant la difficulté d'intégrer la contrainte environnementale dans le fonctionnement global de l'économie, sont apparus deux paradigmes écologiques.

#### Durabilité faible
Dans l'hypothèse de durabilité faible, compatible avec les économistes néoclassiques et défendue par John M. Hartwick (1977), il y a substitution entre capital artificiel (richesse créée) et capital naturel (ressource naturelle). On parle aussi de substituabilité.
Cette conception de la durabilité est celle qui prévaut dans beaucoup d'organisations internationales (Nations unies, Banque mondiale, World Business Council for Sustainable Development), mais aussi, selon des chercheurs tels que Susan Baker, John Barry et Christopher Rootes, dans l'Union européenne[source insuffisante].
L'indicateur proposé par la commission Stiglitz, l'épargne nette ajustée, rend interchangeables les trois formes de capital : « économique » (issu de la production), « humain » (abordé au travers des seules dépenses d’éducation), et « naturel » (limitant les dommages écologiques aux seuls aspects climatiques). Cet indicateur se place donc dans un modèle de durabilité faible.

#### Durabilité forte
L'hypothèse de durabilité forte est défendue par Herman E. Daly (1990), selon qui seuls les flux matériels de l’économie qui remplissent les trois conditions suivantes peuvent être considérés comme durables sur les plans matériel et énergétique :
- le rythme de consommation des ressources renouvelables ne doit pas excéder le rythme de régénération de ces mêmes ressources ;
- le rythme de consommation des ressources non renouvelables ne doit pas excéder le rythme auquel des substituts renouvelables et durables peuvent être développés ;
- le rythme d’émission de pollution ne doit pas excéder la capacité de l’environnement à absorber et assimiler cette pollution.

Dans cette hypothèse, le stock de capital naturel ne doit pas baisser. Daly soutient que capital naturel et capital artificiel sont complémentaires et non substituables.

### Notion de capital naturel
Afin d'avoir une visibilité globale du point de vue économique, certains experts ont donc parlé de « capital naturel », qui devrait compléter d'autres formes de capital.
Pour les physiocrates, la terre était la seule source de richesse. Ce point de vue les distingue de leurs successeurs de l'école classique, qui ne dénombrent comme facteurs de production que le capital et le travail.
Du point de vue de l'histoire de la pensée économique, il semble que l'omission des aspects environnementaux se soit produite au XIXe siècle, lorsque les économistes ont laissé de côté le facteur de production « terre et sous-sol ».
En effet, dans la théorie économique néoclassique, le capital peut être accru par l'investissement. Or, la terre est alors considérée comme immuable, l'action de l'homme sur l'environnement négligeable et les contraintes d'approvisionnement de matières premières étaient alors ignorées. Le capital naturel est aujourd'hui dans la théorie néoclassique une composante du capital global pouvant être remplacée par le capital technique et le capital humain.
Toutefois, cette expression de capital naturel dénature la conception initiale de facteur de production des économistes classiques.

## Prise en compte de la nécessité de durabilité

### Nouveaux concepts environnementaux
Sous d'autres termes, les préoccupations environnementales, qui étaient représentées par le facteur de production terre et sous-sol, est en train de revenir depuis les années 1970 dans les débats d'experts :
- l'empreinte écologique est plutôt un concept macroéconomique, susceptible d'être intégré dans les agrégats économiques (PIB, etc.) ;
- l'éco-efficacité est quant à elle un concept microéconomique, qui peut se traduire dans la conception des produits industriels par des analyses de cycle de vie multidimensionnelles, utilisant un ensemble de critères ;
- le facteur 10, qui correspond à la possibilité de créer des produits et services qui ont une intensité de consommation de ressource naturelle très inférieure aux méthodes conventionnelles ; il a été créé sur une initiative de l'institut allemand de Wuppertal ;
- le material intensity per service unit, un concept d'écologie industrielle.

La difficulté s'accroît lorsqu'il s'agit d'intégrer concrètement ces préoccupations dans la gestion publique et dans celle des entreprises.

### Réduction de l'émission de gaz à effet de serre
La prise en compte des questions environnementales du point de vue de l'émission de gaz à effet de serre est prévue dans le protocole de Kyoto. Des quotas d'émission de gaz à effet de serre sont inscrits dans le protocole, mais ne sont pas respectés par tous les pays.
Cependant, on se heurte à deux écueils principaux :
- les gaz à effet de serre ne représentent qu'une partie du pilier environnemental, soit quelques indicateurs de développement durable dans le Global Reporting Initiative (GRI) du Pacte mondial de l'ONU, qui regroupe les trois piliers et la gouvernance ;
- ces quotas ne prennent pas en compte le pilier social ;
- ils prennent en compte la dimension économique avec un croisement incomplet avec le pilier environnemental.

Il est donc difficile de généraliser cet outil à tous les aspects de la vie économique, d'autant plus que les services sont aujourd'hui majoritaires dans les économies développées.

### Création d'indicateurs
L'évaluation environnementale inclut souvent une évaluation de la soutenabilité, qui prend en compte les trois piliers du développement durable, au travers d'indicateurs de gestion et de protection ou restauration des ressources naturelles. Elle peut s'appuyer sur des labels environnementaux, certifications ou normes telles que :
- la série de normes ISO 14000 pour l'environnement ;
- le standard SA 8000 pour les fournisseurs ;
- la norme OHSAS 18001 pour l'hygiène, la santé et la sécurité au travail.

Les entreprises emploient également des batteries d'indicateurs s'inspirant du GRI.

### Modèle pression-état-réponse
Le modèle pression-état-réponse (PER) de l'OCDE a l'avantage, pour chaque indicateur environnemental, de distinguer la pression, l'état et la réponse.

### Dans le domaine de la finance
La notion de soutenabilité peut avoir dans le domaine financier un sens particulier. On parle de :
- « soutenabilité d'une dette » : elle est dite soutenable tant qu'elle est compensée par un flux de ressources (recettes publiques, exportations, PNB, etc.) qui reste stable. La soutenabilité n'est pas synonyme de solvabilité, dans laquelle la dette peut être remboursée à court ou moyen terme[11]. Ainsi de la soutenabilité de la dette publique ;
- « soutenabilité d'un régime de change » (taux de change) : expression utilisée dans le cadre de l'application de la théorie des zones monétaires optimales et du profil ex ante du pays qui est entré dans une union monétaire. Il ne peut alors plus fixer sa monnaie seul, ce qui lui confère des avantages, mais peut (dans le cas d'un pays pauvre) limiter sa capacité ou sa vitesse de résilience face à des chocs économiques ou financiers asymétriques et d'origine externe (qui autrement peuvent parfois être atténués simplement en ajustant le taux de change et le taux d'intérêt alors utilisés comme variables d'ajustement, d'après l'économiste Robert P. Flood (1979)[12].